# Southgate (Wellington)
Pour les articles homonymes, voir Southgate.
Southgate  est une banlieue de la capitale  Wellington, située dans le sud de l’île du Nord de la Nouvelle-Zélande et dans le ward de Paekawakawa/Southern Ward.

## Situation
La principale route est Buckley Road, qui tourne au sud à partir du point au niveau duquel Albert Road change de nom pour celui de Houghton Bay Road.

## Histoire
Les premières maisons résidentielles étaient présentes dès le début du XXe siècle.
Un développement pavillonnaire fut créé sur Buckley Road en 1957 et un autre 10 ans plus tard.
La plupart des maisons de la banlieue ont été construites dans les années 1970.

## Démographie
La zone statistique de Southgate couvre 0,47 km2.
Elle avait une population estimée de 1 164 habitants en  juin 2022 avec une densité de population de 2 489 personnes par km2.
La banlieue de Southgate avait une population de 1 164 résidents lors du recensement de 2018 en Nouvelle-Zélande en  diminution de 12 personnes (soit -1,0 %) depuis le recensement de 2013 en Nouvelle-Zélande, et une diminution de 9 personnes (-0,8 %) depuis le recensement de 2006 en Nouvelle-Zélande.
Il y avait 432 logements.
On notait la présence de 552 hommes et 612 femmes, donnant un sexe-ratio de 0,9 homme pour une femme.
L’âge médian était de 40,8 ans (comparé avec les 37,4 ans au niveau national), avec 204 personnes(soit 17,5 %) âgées de  moins de 15 ans, 219 personnes (18,8 %) âgées de 15 à 29 ans, 600 personnes (soit 51,5 %) âgées de 30 à 64 ans, et 141 personnes (12,1 %) âgées de 65 ans ou plus.
L’ethnicité était pour  80,9 % européens/Pākehā, 10,1 % Māoris, 7,2 % personnes originaires du Pacifique, 11,9 % d’origine asiatiques et 3,6 % d’une autre ethnie (le total peut faire plus de 100 % dès lors qu’une personne peut s’identifier de multiples ethnies).
La proportion de personnes nées outre-mer était de 29,9 %, comparée avec les 27,1 % au niveau national.
Bien que certaines personnes objectent à donner leur religion, 50,0 % n’avaient aucune religion, 32,7 % étaient chrétiens, 4,9 % étaient hindouistes , 1,0 % étaient musulmans, 0,3 % étaient bouddhistes et 3,6 % avaient une autre religion.
Parmi ceux d’au moins 15 ans d’âge, 369 personnes (soit 38,4 %) avaient un niveau de licence ou un degré supérieur et 99 personnes (soit 10,3 %) n’avaient aucune qualification formelle.
Les revenus médians étaient de 43 200 $, comparés avec les 31 800 $ au niveau  national.
Le statut d’emploi  de ceux d’au moins 15 ans était pour 561 personnes (soit 58,4 %) : employées à temps complet, 132 personnes (soit 13,8 %) étaient à temps partiel et 42 personnes (4,4 %) étaient sans emploi.

## Voir  aussi
- Liste des villes de Nouvelle-Zélande